# رافائيل كوش
رافائيل كوش (20 يناير 1990 بإمين في سويسرا - ) هو لاعب كرة قدم سويسري في مركز الدفاع. شارك مع منتخب سويسرا تحت 19 سنة لكرة القدم ومنتخب سويسرا تحت 20 سنة لكرة القدم ومنتخب سويسرا تحت 21 سنة لكرة القدم. أما مع النوادي، فقد لعب مع نادي زيورخ وFC Solothurn ‏.

## وصلات خارجية
- رافائيل كوش على موقع قاعدة بيانات كرة القدم.إي يو (الإنجليزية)
- رافائيل كوش على موقع AS.com (الإسبانية)